# Zitha
Zitha is een geslacht van vlinders van de familie snuitmotten (Pyralidae), uit de onderfamilie Pyralinae.

## Soorten
- Z. absconsalis Leraut, 2011
- Z. adjunctalis Leraut, 2007
- Z. agnielealis Leraut, 2011
- Z. albostrigalis Saalmüller, 1880
- Z. alticolalis Leraut, 2011
- Z. allutalis (Zeller, 1852)
- Z. ambatosoratralis Leraut, 2008
- Z. ambinanitalis (Viette, 1960)
- Z. ambodirianalis Leraut, 2011
- Z. ambralis Leraut, 2011
- Z. ankafinalis Leraut, 2007
- Z. ankasokalis (Viette, 1960)
- Z. anneliese (Viette, 1981)
- Z. arambourgi Leraut, 2011
- Z. barbutalis Leraut, 2008
- Z. belalonalis Leraut, 2011
- Z. betsakotsakoalis Leraut, 2011
- Z. bombycalis Leraut, 2007
- Z. bostralis Hampson, 1917
- Z. cambeforti Leraut, 2011
- Z. capuronalis (Viette, 1960)
- Z. carnicolor (Warren, 1914)
- Z. catochrysalis (Ragonot, 1891)
- Z. conisalis Hampson, 1917
- Z. cyanealis (Mabille, 1879)
- Z. chromalis Hampson, 1917
- Z. dakarensis Leraut, 2007
- Z. decrepis (Viette, 1989)
- Z. deuvealis Leraut, 2009
- Z. didyalis Leraut, 2008
- Z. elaeomesa Hampson, 1918
- Z. flaveola Hampson, 1917
- Z. flavirubralis (Hampson, 1906)
- Z. fulviceps Hampson, 1917
- Z. gallienalis Viette, 1960
- Z. geometralis Leraut, 2007
- Z. gueneealis Leraut, 2011
- Z. herbulotalis (Marion, 1954)
- Z. hiarakalis Leraut, 2011
- Z. holothermalis Hampson, 1906
- Z. hongalis Leraut, 2011
- Z. ignalis (Guenée, 1854)
- Z. irroralis Hampson, 1917
- Z. joannisalis Leraut, 2008
- Z. lalannealis Leraut, 2009
- Z. laminalis (Guenée, 1854)
- Z. lanitralis Viette, 1978
- Z. legrandalis Leraut, 2009
- Z. lignosalis (Viette, 1960)
- Z. luquetalis Leraut, 2011
- Z. mabokealis Leraut, 2007
- Z. maesalis Leraut, 2007
- Z. mangindranoalis Leraut, 2008
- Z. mantasoalis Leraut, 2011
- Z. marionalis (Viette, 1960)
- Z. martinealis Leraut, 2011
- Z. matsaboryalis Leraut, 2011
- Z. metasarcistis Hampson, 1917
- Z. millotalis Viette, 1960

- Z. minetalis Leraut, 2008
- Z. mixtalis Leraut, 2011
- Z. montreuilalis Leraut, 2009
- Z. munroealis Leraut, 2008
- Z. navattealis Leraut, 2008
- Z. noctualis Leraut, 2007
- Z. nosivolalis (Viette, 1960)
- Z. novembralis Leraut, 2009
- Z. nussalis Leraut, 2011
- Z. oblunata (Warren, 1897)
- Z. obovalis Hampson, 1917
- Z. ochrealis Hampson, 1917
- Z. ochrimesalis Hampson, 1917
- Z. oecophoralis Leraut, 2007
- Z. pallidalis Hampson, 1917
- Z. panemerialis Leraut, 2007
- Z. partitalis (Chrétien, 1911)
- Z. pernalis (Viette, 1960)
- Z. pronubalis (Marion & Viette, 1956)
- Z. punicealis Walker, 1866
- Z. purpurascens Hampson, 1917
- Z. pyraustalis Leraut, 2007
- Z. radamalis (Viette, 1960)
- Z. ragonotalis (Viette, 1960)
- Z. ranaivosoloalis Leraut, 2011
- Z. rivulata (Moore, 1884)
- Z. rosalinde Viette, 1981
- Z. rubicundalis Saalmüller, 1880
- Z. sahafaryalis Leraut, 2011
- Z. sakavondroalis Leraut, 2008
- Z. sambavalis Leraut, 2009
- Z. sanguinalis (Marion, 1954)
- Z. saturninalis Leraut, 2011
- Z. secundalis Leraut, 2008
- Z. semicircularis Hampson, 1917
- Z. sogalis (Viette, 1960)
- Z. subcupralis (Zeller, 1852)
- Z. sublignosalis Leraut, 2011
- Z. subochracea (Warren, 1897)
- Z. subradamalis Leraut, 2011
- Z. subustalis (Lederer, 1855)
- Z. subvinosalis Leraut, 2011
- Z. tactilis (Swinhoe, 1890)
- Z. tertialis Leraut, 2008
- Z. tortricoidalis Leraut, 2007
- Z. toulgoetalis Leraut, 2009
- Z. touretalbyalis Leraut, 2008
- Z. tsarafidyalis Leraut, 2011
- Z. tsaratananalis Leraut, 2011
- Z. vibicalis (Lederer, 1863)
- Z. vidualis (Chrétien, 1911)
- Z. viettealis Leraut, 2009
- Z. vieualis Leraut, 2011
- Z. vincentalis Leraut, 2009
- Z. vinosalis Leraut, 2011
- Z. whalleyalis (Viette, 1960)
- Z. zombitsalis (Viette, 1960)
- Z. zonalis (Warren, 1897)